# جین و تونیک
جین تونیک یک کوکتل هایبال است که با آب تونیک و عرق جین بر روی مقدار زیادی یخ ریخته می‌شود. نسبت جین و آب تونیک بسته به طعم مد نظر، شدت جین، و باقی مخلفات متفاوت است اما اکثر دستور العمل‌ها از نسبتی بین ۱:۱ یا ۱:۳ استفاده می‌کنند. معمولاً برای تزئین به آن یک برش لیمو ترش اضافه می‌کنند. یخ در این نوشیدنی، جین را خنک می‌کند، طعم الکل را در دهان کم می‌کند و نوشیدنی را خوش‌طعم‌تر و با طراوت‌تر می‌کند.
معمولاً در بریتانیا، ایالات متحده، کانادا، استرالیا، نیوزلند و ایرلند به آن TوG می‌گویند. در برخی از نقاط جهان (به عنوان مثال در آلمان، ایتالیا، فرانسه، ژاپن (ジン・トニック، از نظر آوایی «جین تونیکو»)، هلند، اسپانیا، ترکیه) آن را جین تونیک می‌نامند. همچنین در بلژیک و هلند به آن «جینتو» و در کشورهای اسکاندیناوی «GT» می‌گویند.

## تزیین و سرو

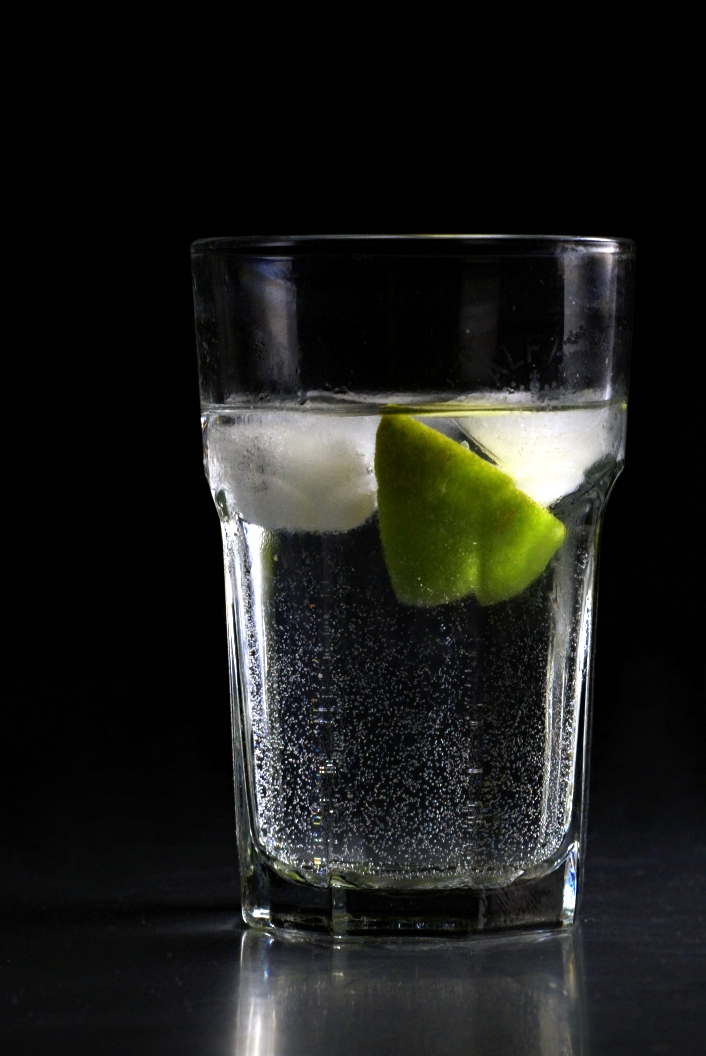
تصویر نوشیدنی حاوی لیمو

جین و تونیک به‌طور سنتی با یک تکه لیمو ترش مزین می‌شود که اغلب قبل از قرار دادن در لیوان کمی در نوشیدنی چکانده می‌شود. اگرچه منشأ استفاده از لیمو ناشناخته است، تاریخچه استفاده از آن حداقل به اواخر دهه ۱۹۳۰ برمی‌گردد.
این کوکتل زمانی ابداع شد که انگلیسی‌ها در هند مستعمره انگلیس تونیک کینین‌دار دارویی خود را با جین ترکیب می‌کردند تا طعم تلخ آن را بهبود بخشند. در شبه‌قاره هند و سایر مناطق گرمسیری، مالاریا یک مشکل دائمی برای اروپایی‌ها بود و در قرن هجدهم، جرج کلهورن پزشک اسکاتلندی، چگونگی استفاده از کینین، یک درمان سنتی مالاریا، را برای پیشگیری از این بیماری مورد مطالعه قرار داد. کینین در آب تونیک نوشیده می‌شد اما طعم تلخ آن ناخوشایند بود. افسران ارتش انگلیس در هند در اوایل قرن نوزدهم تصمیم گرفتند مخلوطی از آب، شکر، لیمو ترش و جین را به کینین اضافه کنند تا نوشیدنی را خوش‌طعم‌تر کنند و بدین ترتیب کوکتل جین و تونیک متولد شد. از آنجایی که این آب دیگر به عنوان ضد مالاریا استفاده نمی‌شود، امروزه آب تونیک حاوی کینین بسیار کمتری است، معمولاً شیرین می‌شود و در نتیجه بسیار کمتر تلخ است.

## در فرهنگ عامه
در دنیای رمان معروف داگلاس آدامز به نام «رستوران آخر جهان» توصیف می‌شود که چگونه «۸۵ درصد از تمام جهان‌های شناخته شده در کهکشان، چه بدوی و چه بسیار پیشرفته، یک اختراع مشترک داشته‌اند. نوشیدنی به نام جینان تانیکس، یا جی-نأن-تأن-یکس، یا جینوند-او-نیکس، یا یکی از هزاران واژه مشابه آوایی که لزومن نوشیدنی‌های یکسانی نبودند. طیفی از نوشیدنی‌ها بین «چینانتو/منیگ»، نوشیدنی سیولوها که آب معمولی است که کمی بالاتر از دمای اتاق سرو می‌شود تا «تزجین آنتونی‌کس» گاگراکاچکان‌ها که آنقدر قویست که گاوها را می‌کشود. و در واقع تنها عامل مشترک بین همه آنها، فراتر از این که نام‌ها یکسان به نظر می‌رسند، این است که همه آنها قبل از تماس با جهان‌های دیگر اختراع و نامگذاری شده‌اند».
از سال ۲۰۱۰ روز جهانی جین و تونیک در ۱۹ اکتبر در سراسر جهان جشن گرفته می‌شود.

## تصاویر

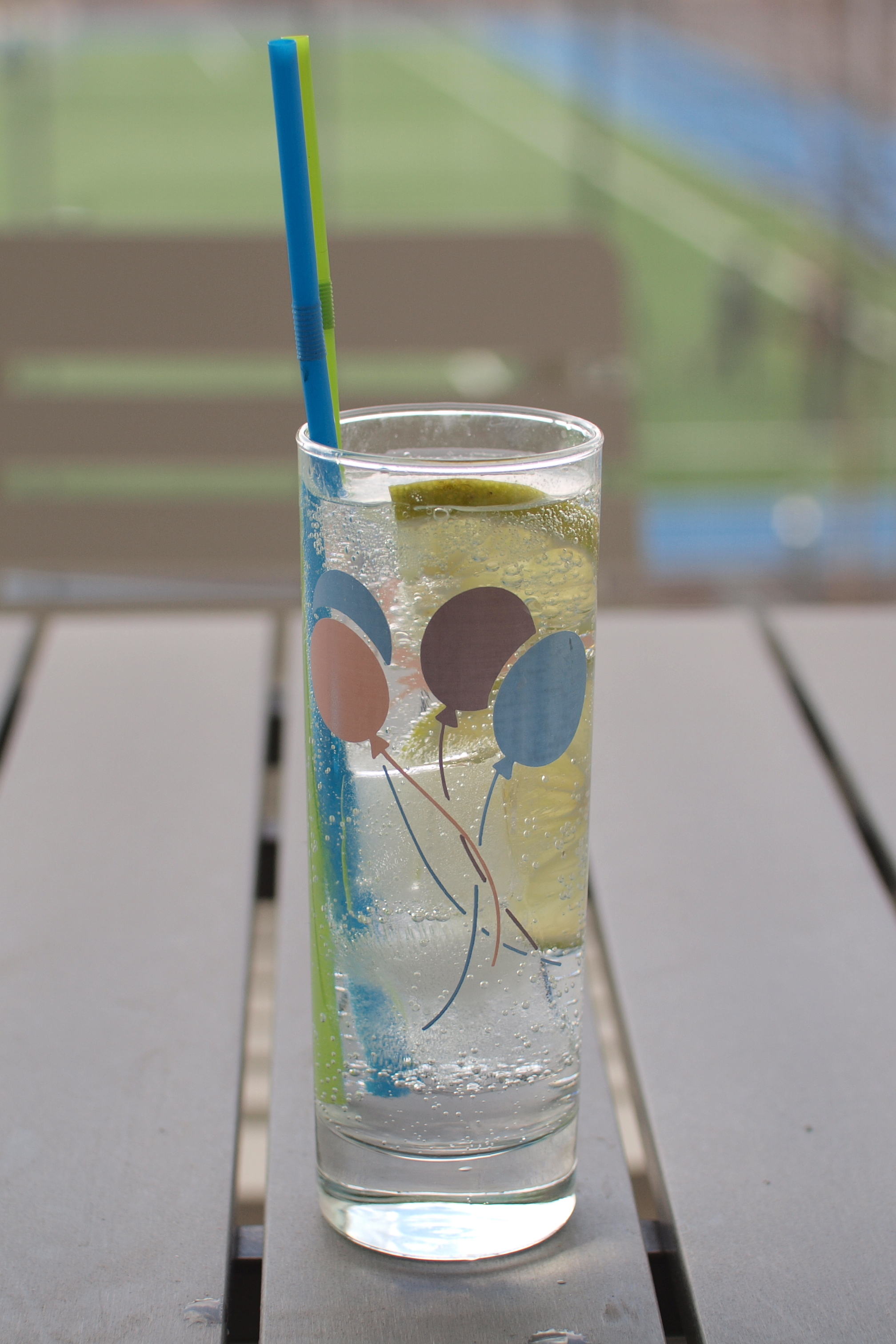
جین و تونیک تهیه شده با جین خشک یاقوت کبود بمبئی و تونیک هندی برند Schweppes، تزئین شده با برش‌های لیموترش
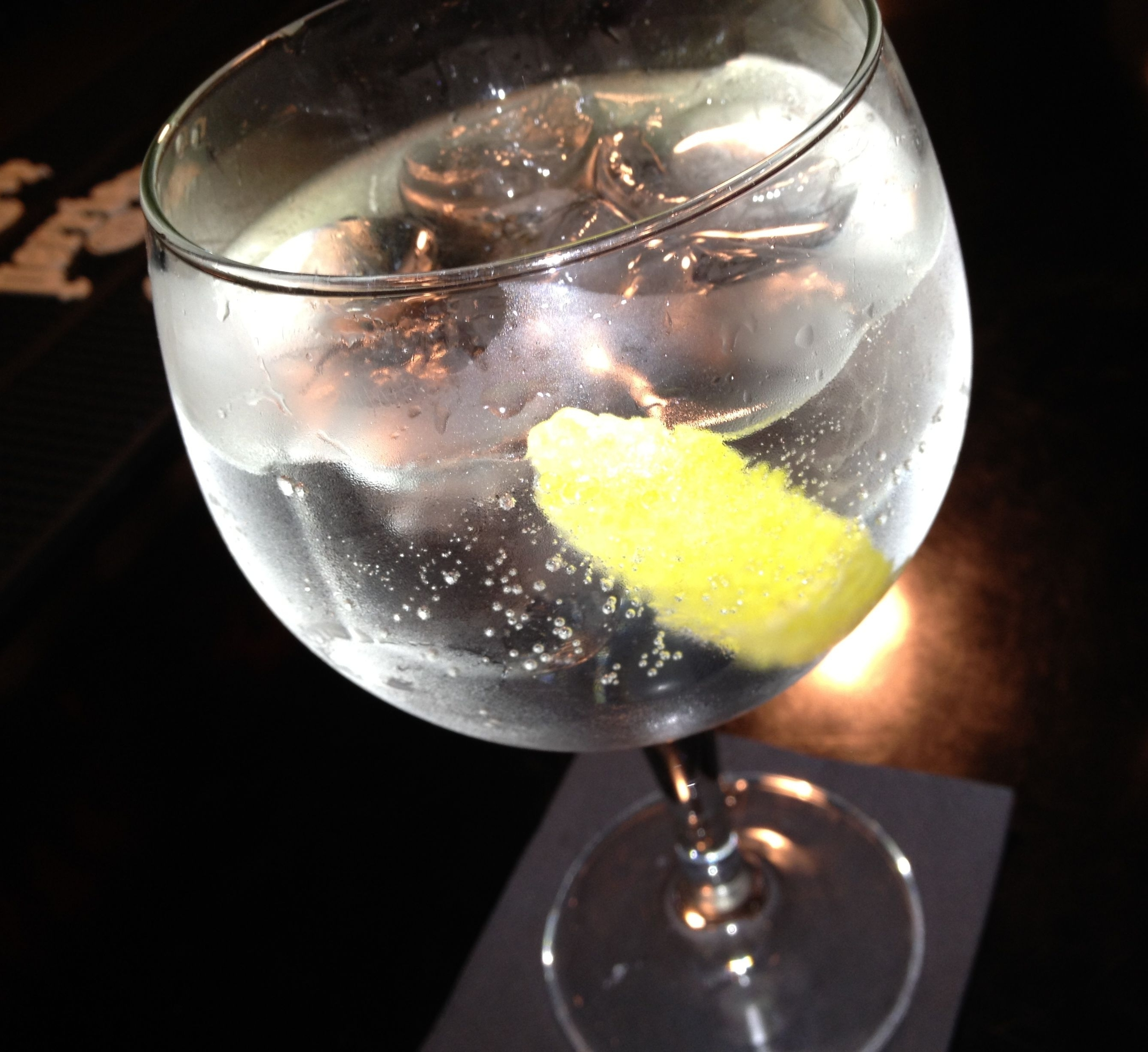
یک جین تونیک با یخ و لیموترش
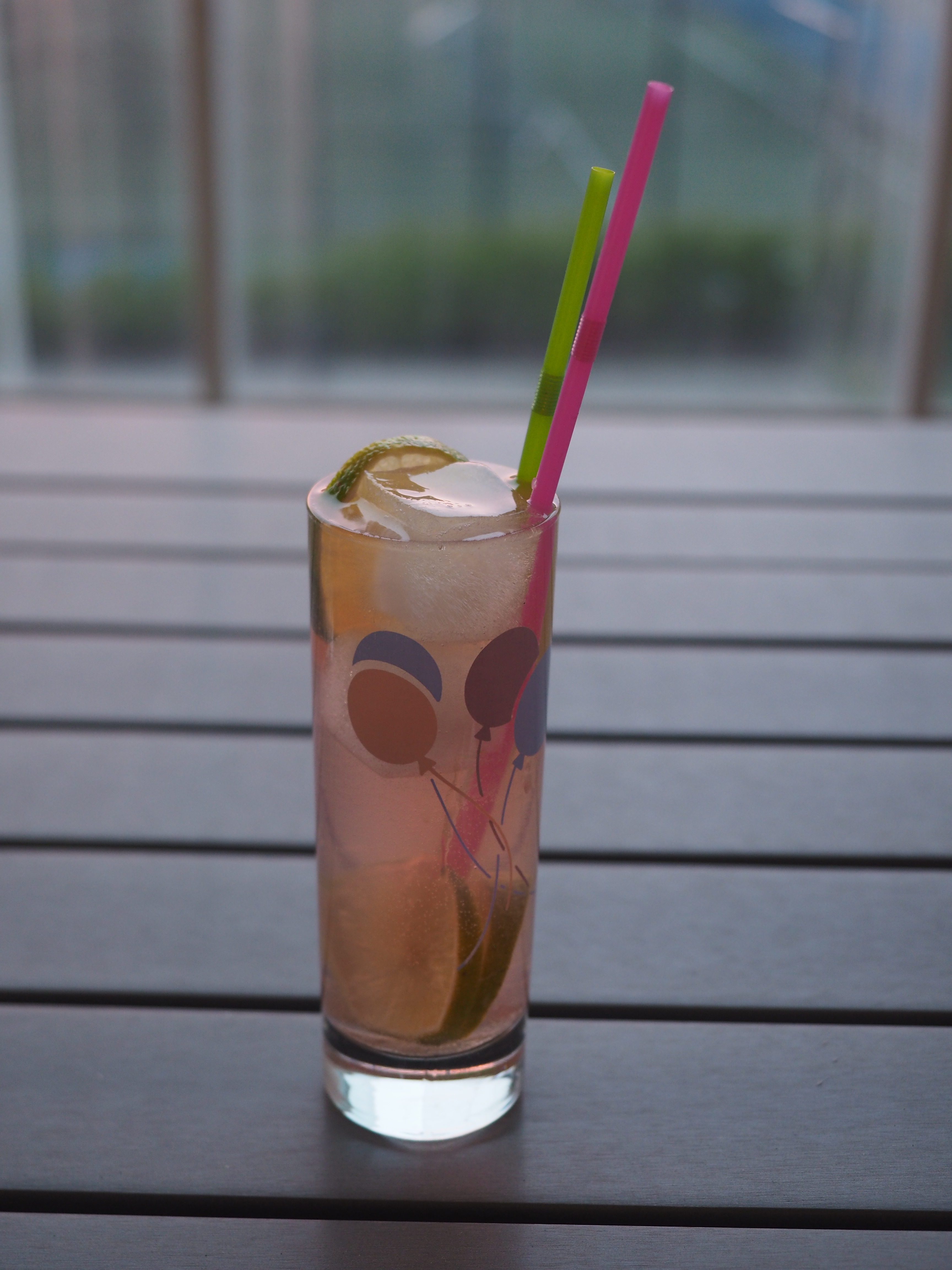
جین و تونیک ساخته شده از جین کرافتر استونیایی. مواد گیاهی موجود در جین، نوشیدنی را صورتی رنگ کرده‌است.
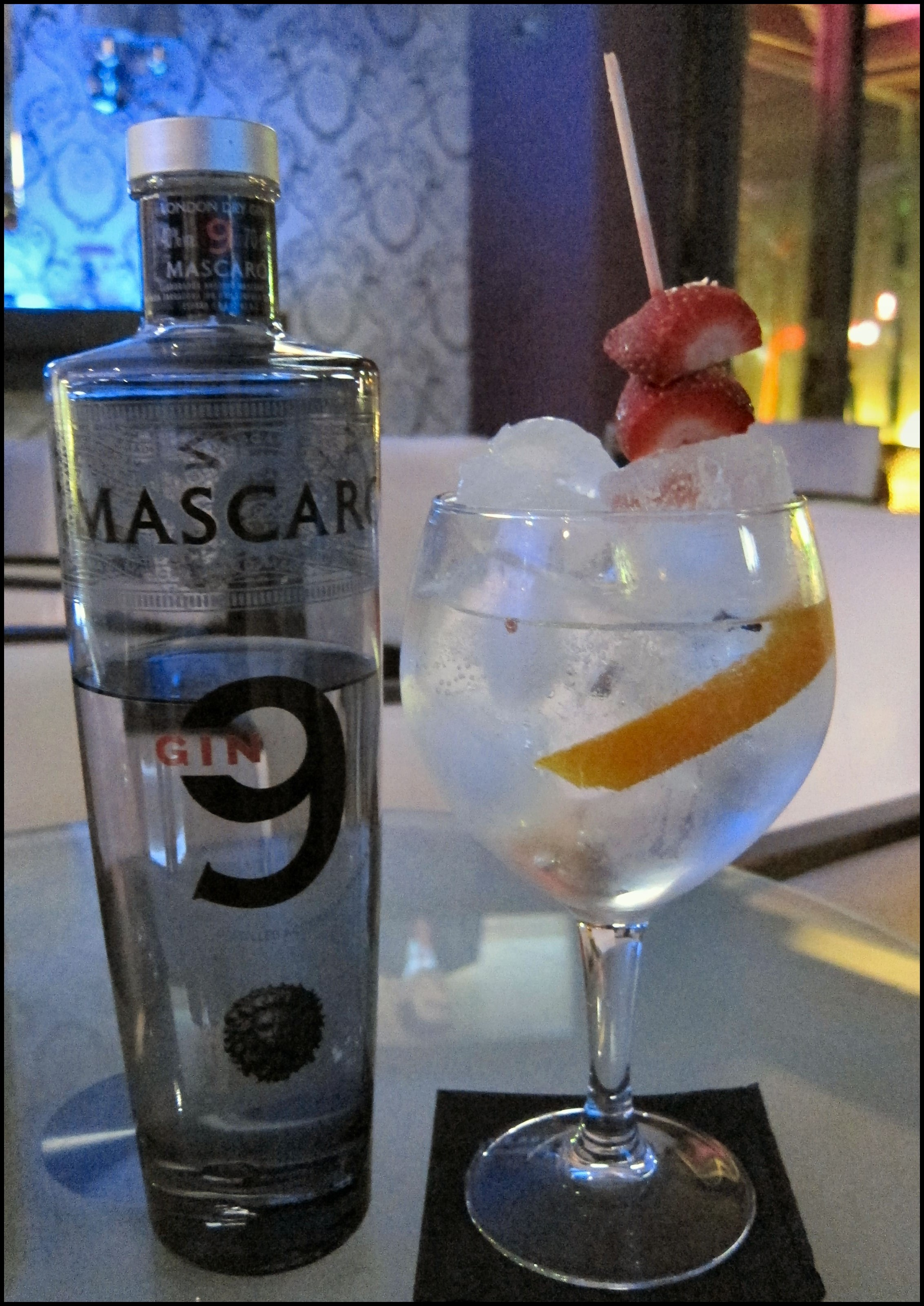
یک جین تونیک اسپانیایی در یک لیوان بادکنکی سرو می‌شود.